# Kodliwad, Kundgol
Kodliwad là một làng thuộc tehsil Kundgol, huyện Dharwad, bang Karnataka, Ấn Độ.